# Pamięcin (województwo lubuskie)
Pamięcin (niem. Frauendorf) – wieś w Polsce położona w województwie lubuskim, w powiecie słubickim, w gminie Górzyca, na krawędzi doliny Odry.
W latach 1975–1998 miejscowość położona była w województwie gorzowskim. Miejscowość leży przy drodze krajowej nr 31 Słubice – Szczecin.
W latach 1954–1956 we wsi działało Rolnicze Zrzeszenie Spółdzielcze „Odra”.
W miejscowości działało państwowe gospodarstwo rolne – początkowo jako Państwowe Gospodarstwo Rolne w Pamięcinie, następnie Państwowe Wieloobiektowe Gospodarstwo Rolne w Pamięcin, a później jako Zakład Rolny w Pamięcinie wchodzący w skład Lubuskiego Kombinatu Rolnego w Rzepinie.
4 lipca 2010 roku ogień strawił 10 ha powierzchni wsi, pożar jęczmienia gasiło 11 zastępów straży pożarnej.

## Stawidło
W XIX wieku w pobliżu wsi (52°27′53″N 14°39′09″E/52,464722 14,652500) znajdował się młyn o nazwie Frauendorfer Mühle. W 1820 mieszkało tu 9 osób. W 1910 osada zamieszkana była przez 8 mieszkańców. Była położona przy obecnej drodze krajowej nr 31, u podnóża tzw. „Góry Pamięcińskiej”. W 1948 ustalono dla niej polską nazwę Stawidło. Obecnie nazwa całkowicie wyszła z użycia.

## Zabytki
Do wojewódzkiego rejestru zabytków wpisany jest:
- kościół ewangelicki, obecnie rzymskokatolicki filialny pod wezwaniem Wniebowzięcia NMP, z połowy XVIII wieku

inne obiekty:
- rezerwat przyrody „Pamięcin” chroniący roślinność stepową – murawy kserotermiczne z takimi rzadkimi i chronionymi gatunkami jak ostnica Jana, ostnica włosowata czy pajęcznica liliowata; znajduje się obok wsi.